# Višeslav
Višeslav (Servischn: Вишеслав, Grieks: Βοίσέσθλαβοζ) 
(Stari Ras, tweede helft 7e eeuw - vroeg in 8e eeuw)
was een Servisch grootžupan tussen 730 en 780, en achterkleinzoon van de onbekende archont, die de Serven naar de Balkan voerde. Hij regeerde met zijn zoon Radoslav en kleinzoon Prosigoj vóór de eerste zelfstandige Servische Vlastimirić-dynastie.

## Betekenis van de naam
Samenstelling van het adjectief više (meer) en het naamwoord slava (eer, glorie); dus letterlijk "hij met meer glorie".